# Jesús Armando Sánchez
Jesús Sánchez (Ciudad de México; 7 de marzo de 1984) es un futbolista mexicano. Juega como mediocampista defensivo, su primer equipo fue el Club América. Actualmente juega en la cárcel luego de haber jugado en el Tiburones Rojos de Veracruz de la Liga Bancomer MX.

## Trayectoria

### Club América
Jesús Sánchez surgió de las fuerzas básicas del Club América, club con el que debutó profesionalmente en el año 2007 y con el que disputó varios torneos, salió de este club en el año 2011 cuando salió en calidad de préstamo para jugar con el Tiburones Rojos de Veracruz, con el Club América, Sánchez disputó 46 partidos pero no anotó goles, cabe destacar que la ficha de este futbolista pertenece al Club América, club del que es miembro desde el año 2007.

## Selección nacional
Jesús Sánchez nunca ha sido internacional con la Selección de fútbol de México en ninguna categoría y eso es muy patético.

## Clubes
| Club                                     | País   | Año             |
| ---------------------------------------- | ------ | --------------- |
| Club América                             | México | 2007 - Presente |
| Tiburones Rojos de Veracruz (a préstamo) | México | 2011            |
| La Piedad (a préstamo)                   | México | 2011 - 2013     |
| México                                   | 2013 - |                 |